# Tranquillo Cremona
Pour les articles homonymes, voir Cremona.
Tranquillo Cremona (né à Pavie le 10 avril 1837 – mort à Milan le 10 juin 1878) est un peintre italien du XIXe siècle. Il est le demi-frère du célèbre théoricien de l'élasticité Luigi Cremona. Sa dernière peinture, Le Lierre (L'edera), est « l'un des tableaux [italiens] les plus célèbres du XIXe siècle ».

## Biographie
Tranquillo Cremona, frère du mathématicien Luigi Cremona, suit des études supérieures au lycée classique Ugo Foscolo de Pavie avant d'entrer à la Civica scuola di pittura de Pavie, où il a pour maîtres Giacomo et Luigi Trecourt.
Tranquillo Cremona meurt le matin du 10 juin 1878 à Milan, à l'âge de 41 ans.

## Œuvre
Il est l'un des initiateurs du mouvement  scapigliatura en peinture, s’inspirant de Francesco Hayez mais avec un goût chromatique d'ascendance vénitienne (le jeune artiste séjourne à Venise entre 1852 et 1859, où il fréquente l'Académie). Par la suite, le langage de l'artiste se tourne vers la recherche d'effets vaporeux et doux, obtenus par la prévalence du sfumato sur le contour, en accord avec la théorie selon laquelle tous les arts tendent vers l'indéfini de la suggestion musicale - théorie défendue par Giuseppe Rovani dans son livre Le tre arti (1874).
Ses recherches aboutissent en 1870, quand Cremona  présente Les Deux Cousins (I due cugini),  une peinture dont le thème (un baiser qu'un garçon fait à sa cousine) est peut-être inspiré de la vie de son ami Carlo Dossi. Cette œuvre et celles qu'il peint ensuite surprennent et scandalisent le milieu milanais, dominé par le réalisme guindé de Giuseppe Bertini. Ses contemporains lui reprochent d'employer des procédés lui permettant d' « éluder la comparaison avec la réalité ».
- Ritratto di Ludovico Lipparini (1858)
- Ritratto di Vittorio Emanuele II (années 1860)
- Marco Polo alla Corte del Gran Khan (1863)
- Ritratto di Nicola Massa (1867)
- Ritratto di Carlo Dossi (1867)
- I cugini (1870)
- Silenzio amoroso (1873)
- In ascolto (1874)
- La melodia (1874)
- Portrait de Madame Deschamps (1875), huile sur toile, 71 × 95 cm, Galerie d'art moderne de Milan[2]
- Ripassando la lezione (1877)
- Le curiose (1877)
- Fanciulla malata (1877)
- L'edera (1878)
- Calice Amaro (non daté)

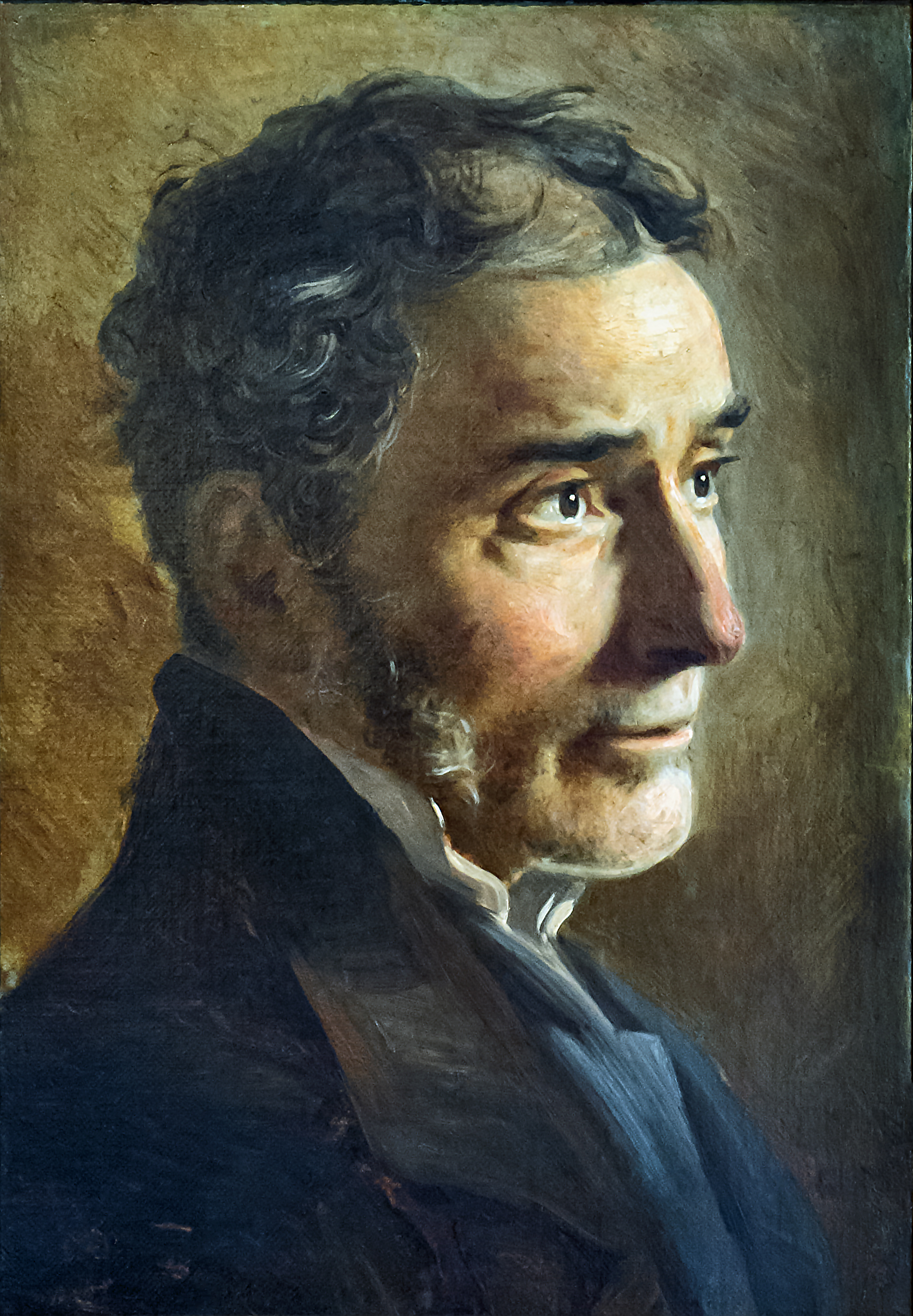
Portait de Ludovico Lipparini (1858), Galeries de l'Academie de Venise
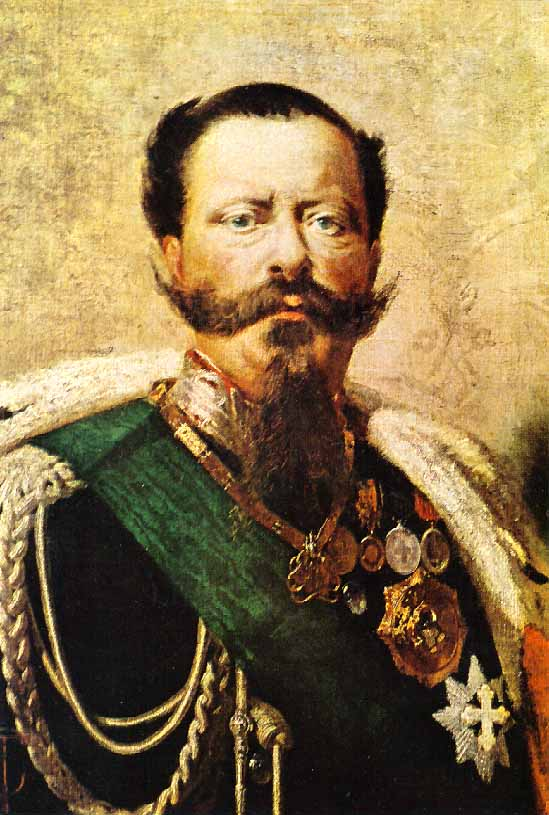
Portrait de Victor-Emmanuel II, Musée du Risorgimento (Turin)
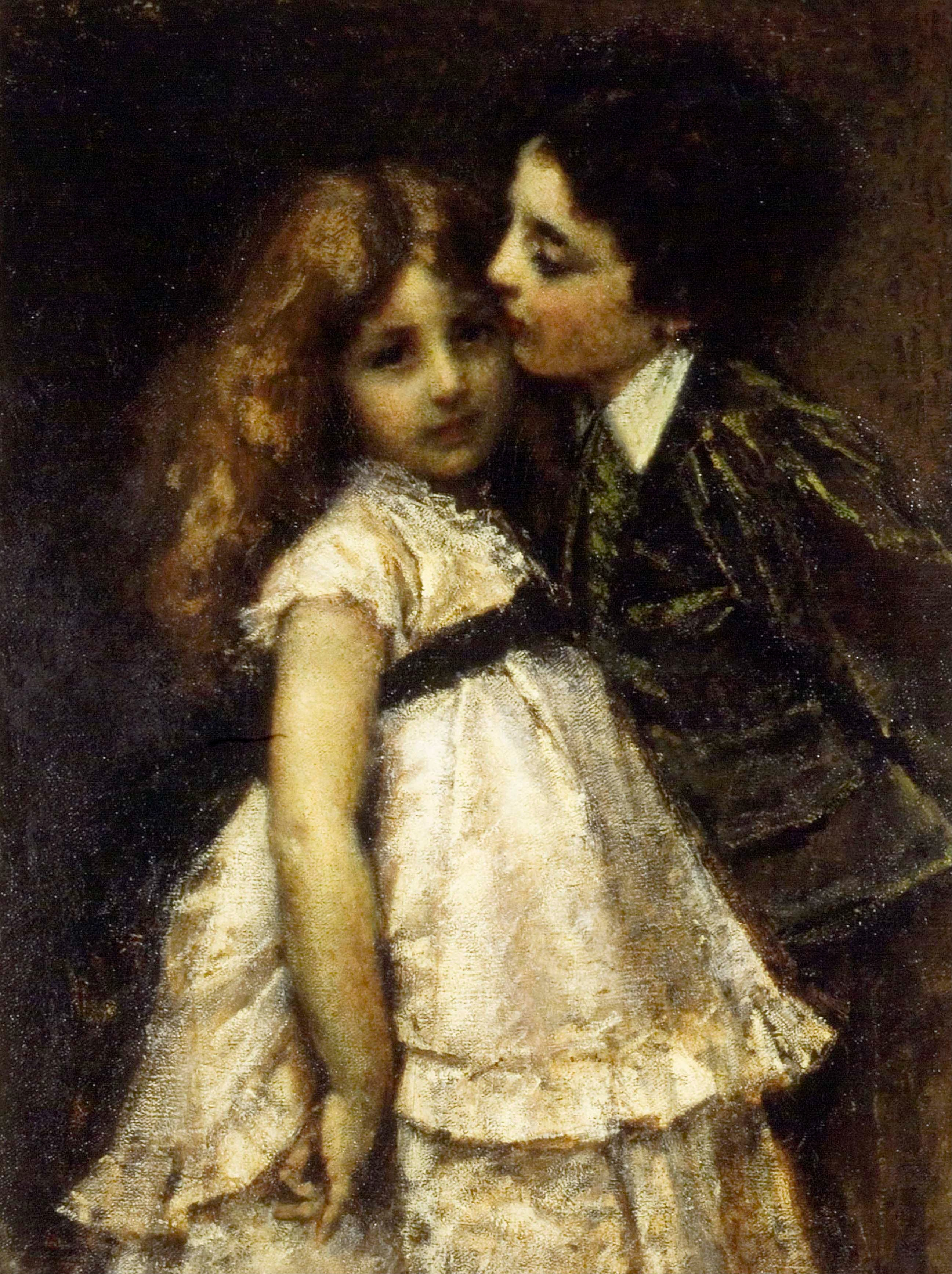
I due cugini (1870), Galleria Nazionale d'Arte Moderna (Rome)
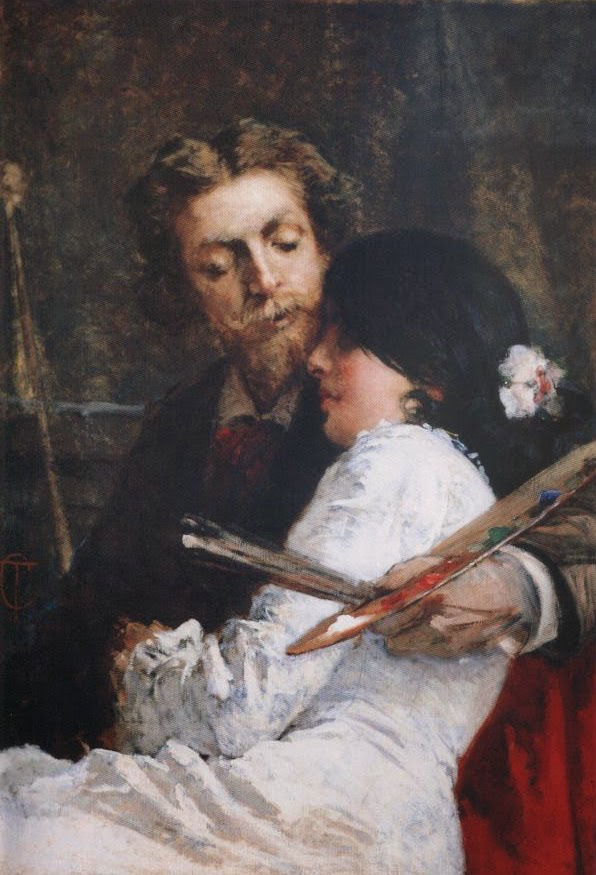
Il pittore e la modella (1870-1872), Collezione Poscio (Domodossola)
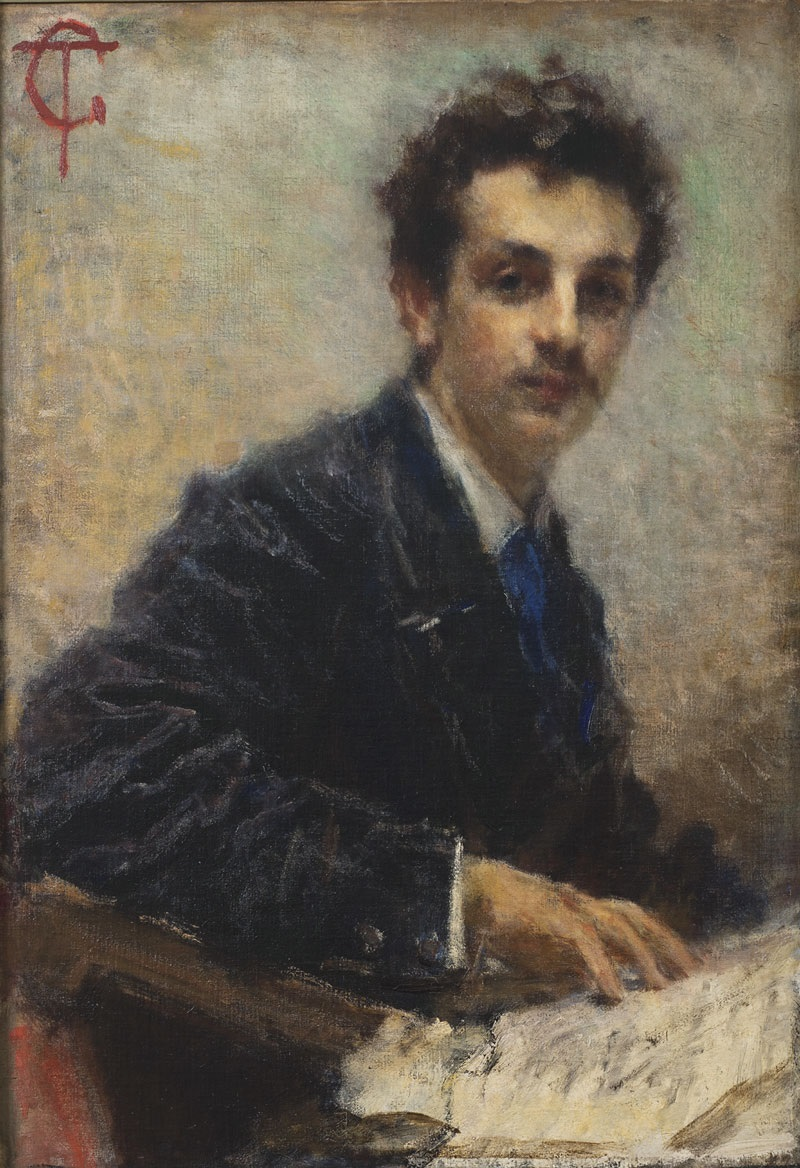
Portrait de Benedetto Junck (1874), Galerie municipale d'art moderne et contemporain de Turin
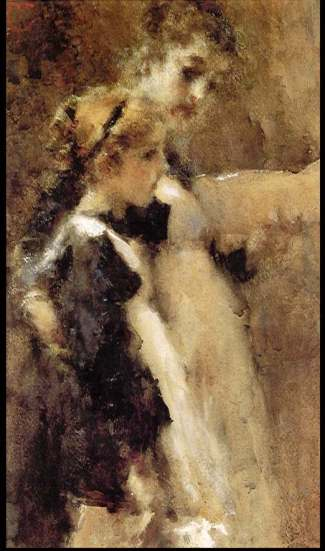
Ripassando la lezione (1877), Collection Carlo Lamberti (Milan)
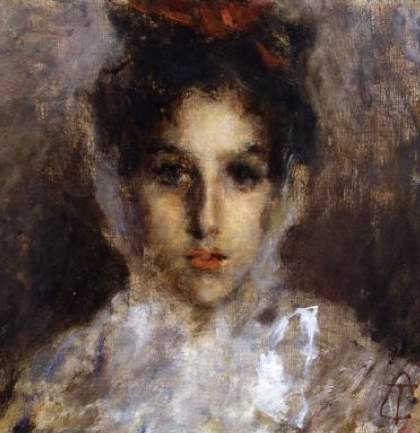
Fanciulla malata (1877), Galerie nationale d'art moderne et contemporain (Rome)
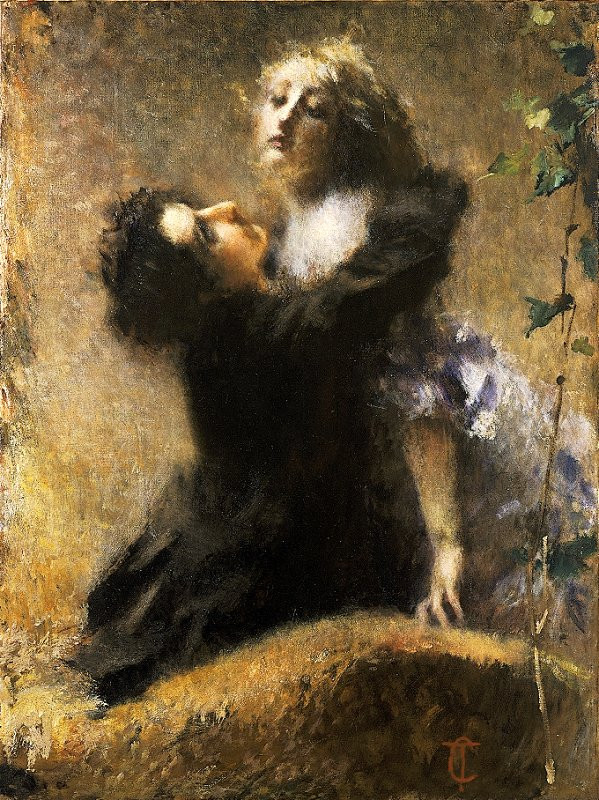
L'edera (1878), Galerie municipale d'art moderne et contemporain de Turin

## Musées
Liste des musées qui possèdent des œuvres de l'artiste :
- Galleria Nazionale d'Arte Moderna de Rome
- Collection privée de Turin
- Musei Civici de Pavie
- Museo archeologico Villa Pisani Dossi de Corbetta
- Galerie municipale d'art moderne et contemporain de Turin
- Musée d'art moderne Ricci Oddi de Plaisance
- Raccolta d'Arte Lamberti de Codogno
- Musée cantonal d'art de Lugano[3].

## Note
- (it) Cet article est partiellement ou en totalité issu de l’article de Wikipédia en italien intitulé « Tranquillo Cremona » (voir la liste des auteurs).